# Michele Scarabelli
Michele Scarabelli (* 11. April 1955 in Montréal, Québec, Kanada) ist eine kanadische Schauspielerin.
Scarabelli wurde 1987 durch die Rolle der Jo Santini in der vierten Staffel der Fernsehserie Airwolf bekannt.

## Filmografie
- 1980: Prom Night – Das Grauen kommt um Mitternacht (Prom Night)
- 1985: Breaking all the Rules
- 1985, 1986: Nachtstreife (Night Heat, Fernsehserie, 2 Folgen)
- 1988: Dallas (Fernsehserie, 6 Folgen)
- 1986: Perfect Timming
- 1986: Preis der Leidenschaft (The High Price of Passion)
- 1987: Airwolf (Fernsehserie, 24 Folgen)
- 1988: Krieg der Welten (War of the Worlds, Fernsehserie, 1 Folge)
- 1989: Age-Old Friends
- 1989: Ein Engel auf Erden (Highway to Heaven, Fernsehserie, 1 Folge)
- 1989: Jake und McCabe – Durch dick und dünn (Jake and the Fatman, Fernsehserie, 1 Folge)
- 1989: Snake Eater II – Snake Eater’s Revenge
- 1990: Labour of Love
- 1990: Perry Mason und der Trotzkopf (The Case of the Defiant Daughter)
- 1990: The Truth About Lying
- 1990: Ein gesegnetes Team (Father Dowling Mysteries, Fernsehserie, 1 Folge)
- 1991: Raumschiff Enterprise – Das nächste Jahrhundert (Star Trek - The Next Generation, Fernsehserie, 1 Folge)
- 1991: Tropical Heat (Fernsehserie, 1 Folge)
- 1992: I Don’t Buy Kisses Anymore
- 1992: Alles total normal – Die Bilderbuchfamilie (True Colors, Fernsehserie, 1 Folge)
- 1992: Deadbolt
- 1993: Okavango (Okavango: The Wild Frontier, Fernsehserie)
- 1993: A Place Called Okavango: More Adventures
- 1994: Beverly Hills 90210 (Fernsehserie, 1 Folge)
- 1994: Secret Adventures – Geheime Abenteuer (Secret Adventures, Fernsehserie)
- 1994: Alien Nation: Dark Horizon (Fernsehfilm)
- 1994: Kung Fu – Im Zeichen des Drachen (Kung Fu – The Legend Continues, 1 Folge)
- 1995: The Colony – Umzug ins Verderben (The Colony)
- 1995: Alien Nation: Die neue Generation (Alien Nation: Body and Soul, Fernsehfilm)
- 1995: Die falsche Mörderin (The Wrong Woman)
- 1996: Alien Nation: Millennium (Fernsehfilm)
- 1996: Diagnose: Mord (Diagnosis Murder, Fernsehserie, 2 Folgen)
- 1996: Alien Nation: Der Feind ist unter uns (Alien Nation: The Enemy Within, Fernsehfilm)
- 1997: Alien Nation: Das Udara-Vermächtnis (Alien Nation: The Udara Legacy, Fernsehfilm)
- 1997: Im Schatten des Verrats (Loss of Faith)
- 1999: Dawson’s Creek (Fernsehserie, 1 Folge)
- 2000: Die sieben kleinen Monster (Seven Little Monsters, Fernsehserie, nur Stimme)
- 2001: Hetzjagd - Dem Killer auf den Fersen (Pressure Point)
- 2001: Living in Fear
- 2002: The Last Chapter (Fernsehserie)
- 2003: Lüge und Wahrheit – Shattered Glass (Shattered Glass)
- 2004: J.A.G. – Im Auftrag der Ehre (JAG, Fernsehserie, 1 Folge)
- 2007: Hard Four
- 2016: Pumpkin Pie Wars
- 2016: Supernatural (Fernsehserie, 1 Folge)
- 2017: Marry Me At Christmas – Ein Fest zum Verlieben (Fernsehfilm)
- 2020: Just My Type
- 2021: Superman & Lois (Fernsehserie, 3 Folgen)
- 2023: Riverdale (Fernsehserie, 1 Folge)